# Wyspy Dobrej Nadziei
Wyspy Dobrej Nadziei – polska grupa muzyczna wykonująca poezję śpiewaną.

## Historia
Zespół „Wyspy Dobrej Nadziei” powstał w 1995 roku. Muzykę do wierszy polskich poetów tworzy lider zespołu Adam Tkaczyk. Są to przede wszystkim wiersze Konstantego Ildefonsa Gałczyńskiego a także Edwarda Stachury, Jonasza Kofty i Włodzimierza Jasińskiego oraz Władysława Grabana, poety łemkowskiego.
Pierwszym występem zespołu na szerszym forum był udział w XXIX Ogólnopolskiej Studenckiej Giełdzie Piosenki Turystycznej w Szklarskiej Porębie w sierpniu 1996 r. Tam zespół odniósł swój pierwszy sukces: za muzykę do wiersza K.I. Gałczyńskiego „Cóżem winien” Adam Tkaczyk otrzymał drugą nagrodę a zespół – także drugą nagrodę – za wykonanie utworów „Cóżem winien” i „Modlitwa do Anioła Stróża”.
W grudniu 1996 r. zespół zdobył I Nagrodę w XVIII Festiwalu Piosenki Różnej „MORDA'96” w Warszawie uzyskując rekomendację do udziału w Studenckim Festiwalu Piosenki w Krakowie w maju 1997 r.
W 2000 r. zespół zarejestrował w studio swój dotychczasowy dorobek na płycie zatytułowanej „Najdalsze”.

## Skład zespołu
- Anna Tkaczyk – skrzypce
- Adam Tkaczyk – śpiew, gitara, harmonijka ustna
- Norbert Filipek – gitara, chórki
- Krystian Sidor – gitara basowa
- Mikołaj Wielecki – perkusjonalia

## Dyskografia
- Najdalsze (2000, Dalmafon)
- Lunatyk (2018, Kameleon Records)

## Nagrody
- II nagroda dla Adama Tkaczyka za muzykę do wiersza Gałczyńskiego „Cóżem winien” w XXIX Ogólnopolskiej Studenckiej Giełdzie Piosenki Turystycznej w Szklarskiej Porębie
- II nagroda dla zespołu za wykonanie utworów „Cóżem winien” i „Modlitwa do Anioła Stróża” w XXIX Ogólnopolskiej Studenckiej Giełdzie Piosenki Turystycznej w Szklarskiej Porębie
- I nagroda w XVIII Festiwalu Piosenki Różnej „MORDA'96” w Warszawie
- I nagroda w XXXII Ogólnopolskiej Turystycznej Giełdzie Piosenki Studenckiej w Szklarskiej Porębie (1999)
- tytuł laureata XXVIII Ogólnopolskiego Turystycznego Przeglądu Piosenki Studenckiej „BAZUNA '2000” (2000)